# Landkreis Hof

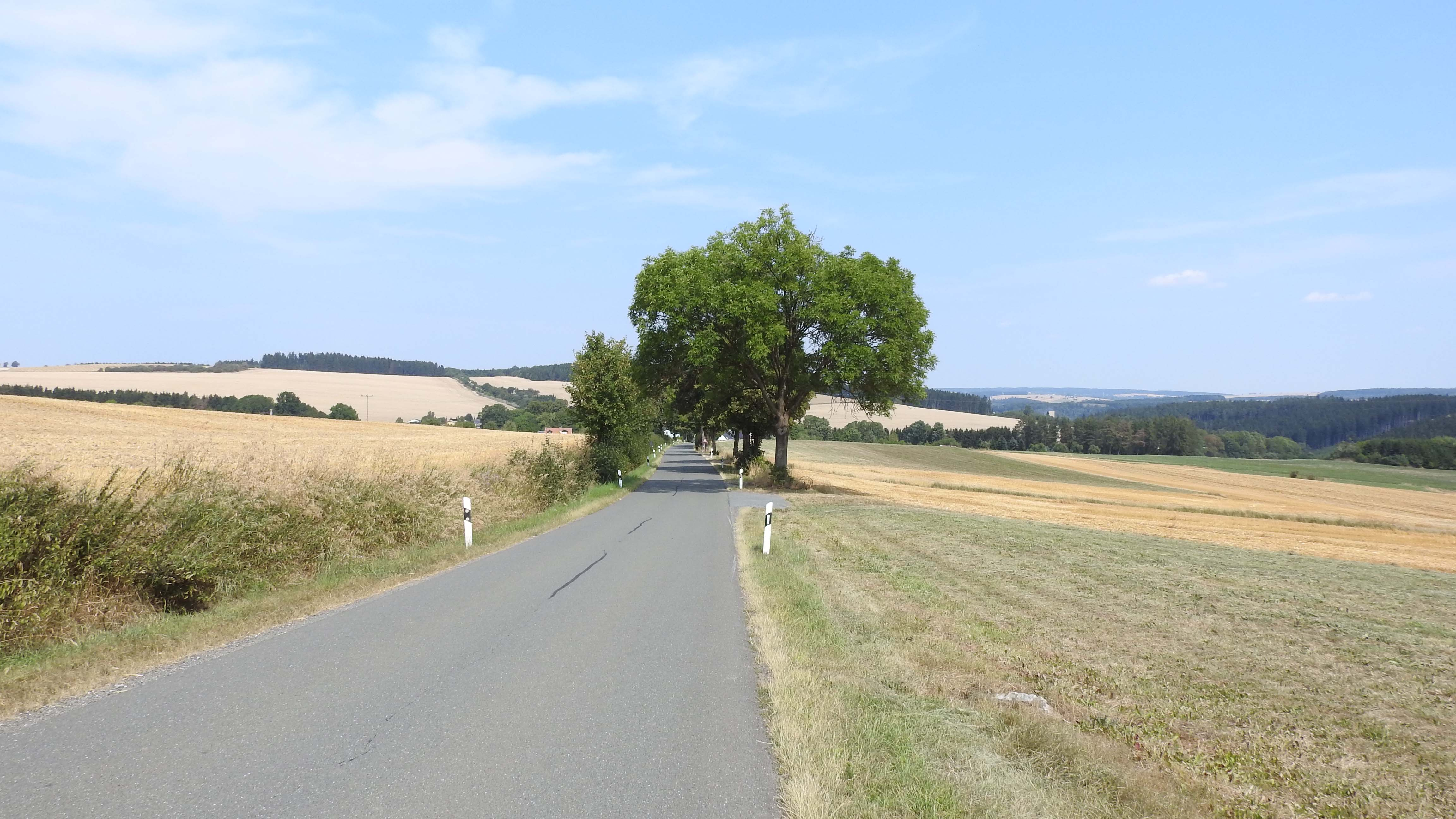
Landschaft bei Gottmannsgrün

Der Landkreis Hof liegt im Nordosten des Regierungsbezirks Oberfranken in Bayern. Kreissitz ist die Stadt Hof, die selbst nicht zum Landkreis gehört, sondern kreisfrei ist. Der Landkreis ist Mitglied der Metropolregion Nürnberg, der Wirtschaftsregion Hochfranken und der Planungsregion Oberfranken-Ost.

## Geographie

### Geografische Lage
Das Gebiet des Landkreises hat eine Ausdehnung von etwa 35 km in Nord-Süd- wie in West-Ost-Richtung. Die kreisfreie Stadt Hof ist ganz vom Landkreis Hof umgeben, gehört aber selbst nicht zum Kreisgebiet. Die Grenze zu Tschechien ist etwa 25 km lang. Im Landkreis Hof besteht die einzige Grenze des Freistaats Bayern zum Freistaat Sachsen.
Geographisch gliedert sich das Gebiet des Landkreises in vier Landschaften: Im Nordwesten liegen die Ausläufer des Frankenwaldes mit seiner höchsten Erhebung, dem Döbraberg (794,6 m ü. NHN), und das Selbitztal. Die Selbitz entspringt im südlichen Landkreis, fließt nach Norden unter anderem durch die Städte Selbitz und Naila und mündet an der Kreisgrenze in die Saale, die ebenfalls im Süden des Kreisgebiets entspringt und östlich der Selbitz unter anderem durch die Kreisstadt Hof fließt. Im Osten des Kreisgebietes liegt das Bayerische Vogtland. Im Süden ziehen sich die Ausläufer des Fichtelgebirges mit dem Großen Waldstein (878 m) hin. Zwischen dem Frankenwald und dem Fichtelgebirge liegt die Münchberger Gneisplatte, die vor allem landwirtschaftlich genutzt wird.

### Nachbarkreise und -städte
Angrenzende Kreise sind:
|                    | Saale-Orla-Kreis (Thüringen)                | Vogtlandkreis (Sachsen)                       |
| Landkreis Kronach  | Kompassrose, die auf Nachbargemeinden zeigt | Okres Cheb (deutsch: Bezirk Eger; Tschechien) |
| Landkreis Kulmbach | Landkreis Bayreuth                          | Landkreis Wunsiedel im Fichtelgebirge         |

Hinzu kommt die vollständig umschlossene kreisfreie Stadt Hof im Osten des Landkreises.

### Gemeinden
(Einwohner am 31. Dezember 2024)
| Städte 1. Helmbrechts (8125) 2. Lichtenberg (961) 3. Münchberg (9969) 4. Naila (7482) 5. Rehau (9045) 6. Schauenstein (1859) 7. Schwarzenbach a.Wald (4231) 8. Schwarzenbach a.d.Saale (6570) 9. Selbitz (4141) Märkte 1. Bad Steben (3240) 2. Oberkotzau (5263) 3. Sparneck (1502) 4. Stammbach (2363) 5. Zell im Fichtelgebirge (1857) Weitere Gemeinden 1. Berg (1970) 2. Döhlau (3767) 3. Feilitzsch (2702) 4. Gattendorf (1028) 5. Geroldsgrün (2596) 6. Issigau (978) 7. Köditz (2339) 8. Konradsreuth (3161) 9. Leupoldsgrün (1238) 10. Regnitzlosau (2226) 11. Töpen (990) 12. Trogen (1377) 13. Weißdorf (1211) | Verwaltungsgemeinschaften 1. Feilitzsch (Gemeinden Feilitzsch, Gattendorf, Töpen und Trogen) 2. Lichtenberg (Stadt Lichtenberg und Gemeinde Issigau) 3. Schauenstein (Stadt Schauenstein und Gemeinde Leupoldsgrün) 4. Sparneck (Markt Sparneck und Gemeinde Weißdorf) Gemeindefreie Gebiete (25,58 km²) 1. Forst Schwarzenbach am Wald (8,28 km²) 2. Geroldsgrüner Forst (16,71 km²) 3. Martinlamitzer Forst-Nord (0,59 km²) |

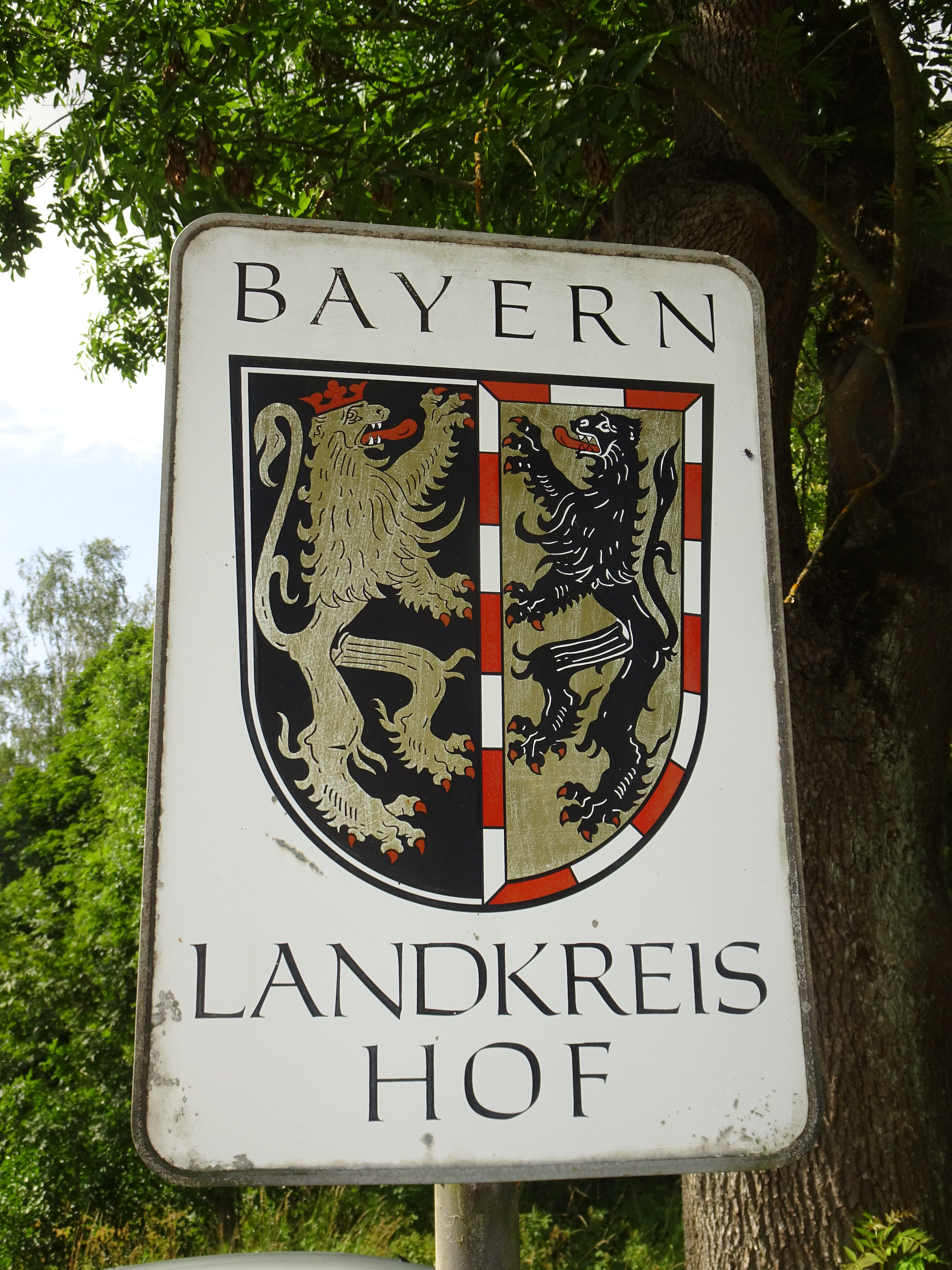
Kreisgrenztafel Lkr. Hof

## Geschichte
Das Gebiet des Landkreises Hof gehörte bis zum 16. Jahrhundert überwiegend zum Markgraftum Brandenburg-Bayreuth. Nachdem Markgraf Karl Alexander von Brandenburg-Ansbach 1792 seine beiden fränkischen Fürstentümer Brandenburg-Ansbach und Brandenburg-Bayreuth für 300.000 Gulden Jahresrente an Friedrich Wilhelm II. von Preußen veräußert hatte, stellte dieser das Hofer Gebiet unter die Verwaltung von Karl August von Hardenberg. Dieser führte die sogenannte Hardenbergsche Organisation ein.
Ab dem 9. Oktober 1806 stand das Fürstentum Bayreuth unter französischer Militärverwaltung. Das Königreich Preußen wurde im Frieden von Tilsit zum endgültigen Verzicht auf seine fränkischen Fürstentümer gezwungen. Am 28. Februar 1810 wurde die ehemals preußische Provinz Bayreuth durch einen Staatsvertrag zwischen Frankreich und dem Königreich Bayern politisch, wirtschaftlich und finanziell zum 1. Juli 1810 in Bayern eingegliedert. 1812 wurden das Landgericht Hof gebildet. Die Stadt Hof wurde kreisunmittelbare Stadt. Die Verwaltungs- und Gerichtsbezirke gehörten zum Mainkreis, der ab 1817 als Obermainkreis und ab 1838 als Oberfranken bezeichnet wurde. 1852 wurde die Distriktsgemeinde Hof gebildet.

### Bezirksämter
Das Bezirksamt Hof folgte im Jahr 1862 dem flächengleichen Landgericht Hof. Anlässlich der Reform des Zuschnitts der bayerischen Bezirksämter erhielt das Bezirksamt Hof am 1. Januar 1880 die Gemeinden  Autengrün, Fattigau, Förbau, Oberkotzau und Schwarzenbach an der Saale des Bezirksamts Rehau. Am 1. Januar 1906 wurden die Gemeinden Hofeck und Moschendorf des Bezirksamts in die Stadt Hof eingegliedert.

### Landkreis Hof
Am 1. Januar 1939 wurde im Deutschen Reich die Bezeichnung Landkreis eingeführt. So wurde aus dem Bezirksamt Hof der Landkreis Hof. Im Rahmen der Gebietsreform in Bayern wurde der Landkreis Hof am 1. Juli 1972 um den Landkreis Naila, den Landkreis Münchberg (ohne Gefrees und Streitau), den nördlichen Teil des Landkreises Rehau sowie die Gemeinde Dürrenwaid (Landkreis Kronach), die der Gemeinde Geroldsgrün angegliedert wurde, vergrößert. Der südliche Teil des Landkreises Rehau wurde mit der kreisfreien Stadt Selb dem Landkreis Wunsiedel im Fichtelgebirge angegliedert. Die Stadt Gefrees (Landkreis Münchberg) mit Streitau fiel an den vergrößerten Landkreis Bayreuth. Die Gemeinde Unterkotzau wurde in die Stadt Hof eingegliedert.
Am 1. Januar 1977 wurde die Gemeinde Leimitz in die Stadt Hof eingegliedert. Gleichzeitig kamen die Gemeinden Gösmes und Enchenreuth aus dem Landkreis Kulmbach (bis 1972 Landkreis Stadtsteinach) zum Landkreis Hof. Sie wurden in die Stadt Helmbrechts eingegliedert. Der Landkreis Hof gab am 1. Mai 1978 die Gemeinden Haidt und Wölbattendorf, wie bereits 1972 die Gemeindeteile Eppenreuth, Lausenhof, Pirk und Stein der aufgelösten Gemeinde Martinsreuth, an die kreisfreie Stadt Hof ab.

### Gemeinden bis zur Gebietsreform 1971/78
Vor der Gebietsreform hatte der damalige kleinere Landkreis Hof 40 Gemeinden. Die Gemeinden, die heute noch eigenständig sind, sind fett hervorgehoben:

Landkreis Hof, Gemeindegrenzenkarte von 1961

| frühere Gemeinde        | heutige Gemeinde        | heutiger Land-/Stadtkreis |
| ----------------------- | ----------------------- | ------------------------- |
| Autengrün               | Oberkotzau              | Landkreis Hof             |
| Berg                    | Berg                    | Landkreis Hof             |
| Bruck                   | Berg                    | Landkreis Hof             |
| Brunnenthal             | Köditz                  | Landkreis Hof             |
| Bug                     | Berg                    | Landkreis Hof             |
| Döhlau                  | Döhlau                  | Landkreis Hof             |
| Eisenbühl               | Berg                    | Landkreis Hof             |
| Fattigau                | Oberkotzau              | Landkreis Hof             |
| Feilitzsch              | Feilitzsch              | Landkreis Hof             |
| Föhrenreuth             | Konradsreuth            | Landkreis Hof             |
| Förbau                  | Schwarzenbach a.d.Saale | Landkreis Hof             |
| Gattendorf              | Gattendorf              | Landkreis Hof             |
| Gottfriedsreuth         | Schwarzenbach a.d.Saale | Landkreis Hof             |
| Gottsmannsgrün          | Berg                    | Landkreis Hof             |
| Hadermannsgrün          | Berg                    | Landkreis Hof             |
| Haidt                   | Hof                     | kreisfreie Stadt Hof      |
| Isaar                   | Töpen                   | Landkreis Hof             |
| Joditz                  | Köditz                  | Landkreis Hof             |
| Köditz                  | Köditz                  | Landkreis Hof             |
| Konradsreuth            | Konradsreuth            | Landkreis Hof             |
| Leimitz                 | Hof und Gattendorf      | kreisfreie Stadt Hof      |
| Leupoldsgrün            | Leupoldsgrün            | Landkreis Hof             |
| Lipperts                | Leupoldsgrün            | Landkreis Hof             |
| Martinsreuth            | Konradsreuth            | Landkreis Hof             |
| Münchenreuth            | Feilitzsch              | Landkreis Hof             |
| Oberkotzau              | Oberkotzau              | Landkreis Hof             |
| Rudolphstein            | Berg                    | Landkreis Hof             |
| Schlegel                | Köditz                  | Landkreis Hof             |
| Schnarchenreuth         | Berg                    | Landkreis Hof             |
| Schwarzenbach a.d.Saale | Schwarzenbach a.d.Saale | Landkreis Hof             |
| Silberbach              | Konradsreuth            | Landkreis Hof             |
| Stobersreuth            | Schwarzenbach a.d.Saale | Landkreis Hof             |
| Tauperlitz              | Döhlau                  | Landkreis Hof             |
| Tiefengrün              | Berg                    | Landkreis Hof             |
| Töpen                   | Töpen                   | Landkreis Hof             |
| Trogen                  | Trogen                  | Landkreis Hof             |
| Unterkotzau             | Hof                     | kreisfreie Stadt Hof      |
| Vierschau               | Regnitzlosau            | Landkreis Hof             |
| Wölbattendorf           | Hof                     | kreisfreie Stadt Hof      |
| Zedtwitz                | Feilitzsch              | Landkreis Hof             |

### Einwohnerentwicklung

Einwohnerentwicklung im Landkreis Hof seit 1840

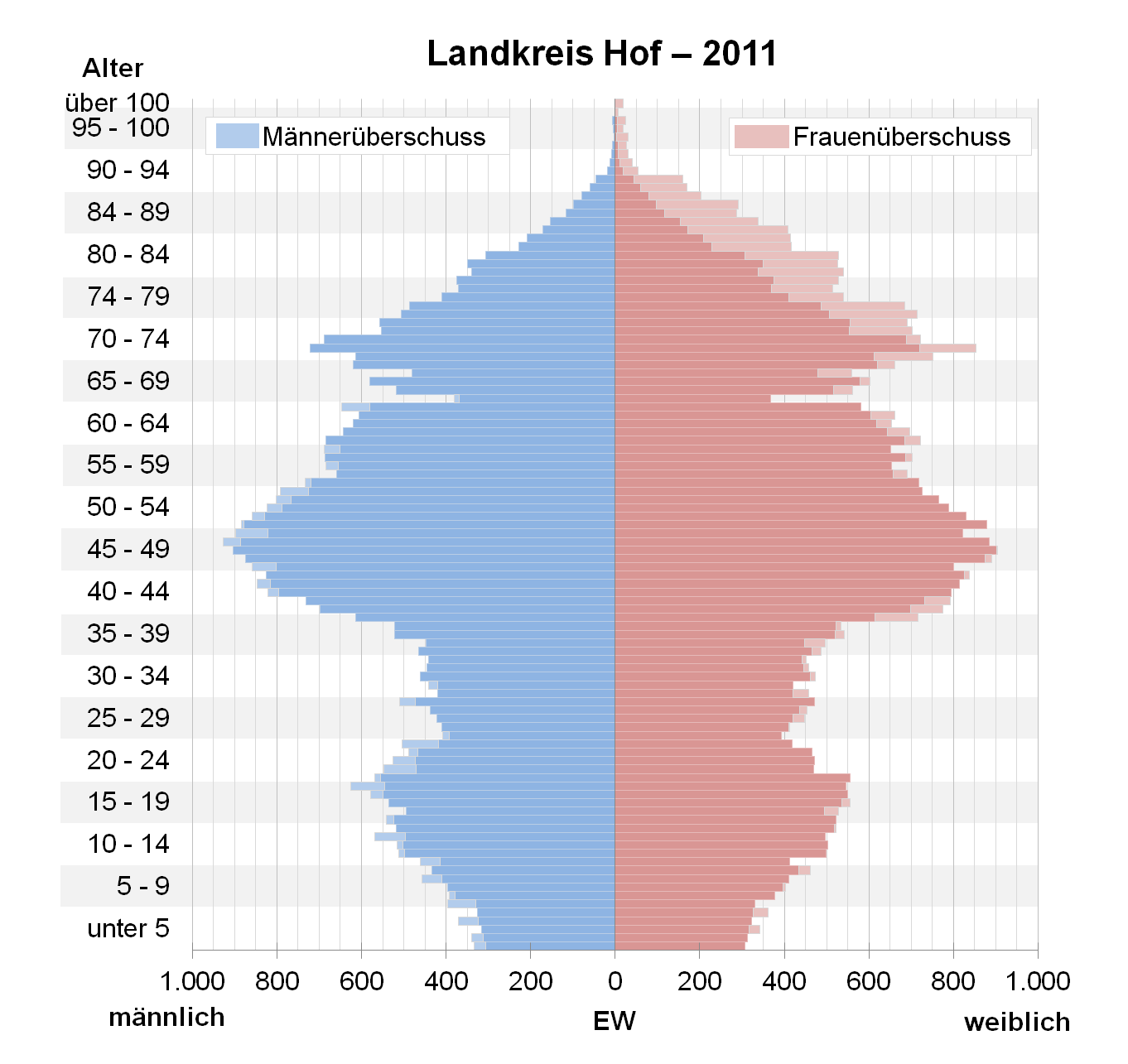
Bevölkerungspyramide für den Kreis Hof (Datenquelle: Zensus 2011.)

Die nachfolgenden Zahlen beziehen sich auf den Gebietsstand vom 25. Mai 1987:
| Bevölkerungsentwicklung | Bevölkerungsentwicklung | Bevölkerungsentwicklung | Bevölkerungsentwicklung | Bevölkerungsentwicklung | Bevölkerungsentwicklung | Bevölkerungsentwicklung | Bevölkerungsentwicklung | Bevölkerungsentwicklung | Bevölkerungsentwicklung | Bevölkerungsentwicklung | Bevölkerungsentwicklung | Bevölkerungsentwicklung | Bevölkerungsentwicklung | Bevölkerungsentwicklung |        |
| ----------------------- | ----------------------- | ----------------------- | ----------------------- | ----------------------- | ----------------------- | ----------------------- | ----------------------- | ----------------------- | ----------------------- | ----------------------- | ----------------------- | ----------------------- | ----------------------- | ----------------------- | ------ |
| Jahr                    | 1840                    | 1900                    | 1939                    | 1950                    | 1961                    | 1970                    | 1987                    | 1991                    | 1995                    | 2000                    | 2005                    | 2010                    | 2015                    | 2020                    | 2021   |
| Einwohner               | 71.618                  | 83.833                  | 94.272                  | 128.803                 | 120.656                 | 120.158                 | 105.628                 | 108.812                 | 110.625                 | 109.026                 | 105.715                 | 100.234                 | 96.429                  | 94.641                  | 93.907 |

Von den 27 Gemeinden hatten 2018 lediglich sechs Gemeinden (alle im Nahbereich von Hof) mehr Einwohner als 30 Jahre zuvor.

### 50 Jahre Gebietsreform in Bayern
Anlässlich des 50. Geburtstages zum 1. Juli 2022 hat der Landkreis Hof zusammen mit Reinhard Feldrapp ein Buch erarbeitet. Das Buch hat den Titel „1972-2022 - 50 Jahre Landkreis Hof“.

## Politik

### Kreistag
Der Hofer Kreistag setzt sich aus 60 Kreisräten und dem Landrat zusammen. Die Kommunalwahlen seit der Gebietsreform 1972 führten zu den folgenden Sitzverteilungen der Kreisräte:
| Kreistagswahl 2020Wahlbeteiligung: 65,6 % (+1,3 %) %50403020100 40,720,513,87,76,26,02,91,30,8 CSUSPDFWGrüneAfDJUALBFDPLinkeGewinne und Verlusteim Vergleich zu 2014 %p 8 6 4 2 0 −2 −4 −6 −8−10−2,7−9,5−1,6+3,0+6,2+6,0−1,9−0,3+0,8CSUSPDFWGrüneAfDJUALBFDPLinke | Sitzverteilung im Kreistag Hof seit 2020Insgesamt 60 Sitze - SPD: 12 - Grüne: 5 - ALB: 2 - FW: 8 - FDP: 1 - CSU: 24 - JU: 4 - AfD: 4 |

| Parteien und Wählergemeinschaften | Parteien und Wählergemeinschaften  | 2020   | 2020   | 2014   | 2014   | 2008   | 2008   | 2002   | 2002   | 1996   | 1996   |
| Parteien und Wählergemeinschaften | Parteien und Wählergemeinschaften  | %      | Sitze  | %      | Sitze  | %      | Sitze  | %      | Sitze  | %      | Sitze  |
| --------------------------------- | ---------------------------------- | ------ | ------ | ------ | ------ | ------ | ------ | ------ | ------ | ------ | ------ |
| CSU                               | Christlich-Soziale Union in Bayern | 40,7   | 24     | 43,4   | 26     | 42,8   | 27     | 42,2   | 26     | 39,7   | 24     |
| SPD                               | SPD Bayern                         | 20,5   | 12     | 30,0   | 18     | 31,2   | 19     | 36,8   | 23     | 42,0   | 26     |
| FW                                | Freie Wähler Bayern                | 13,8   | 08     | 15,4   | 09     | 14,0   | 08     | 10,8   | 06     | 0–     | 0–     |
| Grüne                             | Grüne Bayern                       | 7,7    | 05     | 4,7    | 03     | 4,6    | 02     | 4,1    | 02     | 4,8    | 03     |
| AfD                               | AfD Bayern                         | 6,2    | 04     | 0–     | 0–     | 0–     | 0–     | 0–     | 0–     | 0–     | 0–     |
| JU                                | Junge Union                        | 6,0    | 04     | 0–     | 0–     | 0–     | 0–     | 0–     | 0–     | 0–     | 0–     |
| ALB                               | Aktive Landkreisbürger             | 2,9    | 02     | 4,8    | 03     | 4,9    | 03     | 4,3    | 02     | 3,7    | 02     |
| FDP                               | FDP Bayern                         | 1,3    | 01     | 1,6    | 01     | 2,5    | 01     | 1,8    | 01     | 2,3    | 01     |
| Linke                             | Die Linke Bayern                   | 0,8    | 0–     | 0–     | 0–     | 0–     | 0–     | 0–     | 0–     | 0–     | 0–     |
| gesamt                            | gesamt                             | 99,9   | 60     | 99,9   | 60     | 100,0  | 60     | 100,0  | 60     | 98,6   | 60     |
| Wahlbeteiligung                   | Wahlbeteiligung                    | 65,6 % | 65,6 % | 64,3 % | 64,3 % | 66,7 % | 66,7 % | 69,1 % | 69,1 % | 73,9 % | 73,9 % |

Die ALB ging zu den Kommunalwahlen 2002, 2008 und 2014 eine Listenverbindung mit der SPD ein. Die Landkreisordnung wurde 2016 dahingehend geändert, dass die Möglichkeit Listenverbindungen zu bilden, gestrichen wurde.

### Bezirksamtmänner/-oberamtmänner (bis 1938), Landräte (ab 1939)
Von 1926 bis zur Gebietsreform 1972:
| Zeitraum              | Landrat                      | Stellvertreter des Landrats |
| --------------------- | ---------------------------- | --- |
| 1926–1930             | Franz Rabich                 | |
| 1930–1934             | August Haase                 | |
| 1934–1939             | Paul Wirsching – NSDAP       | |
| 1939–April 1945       | Oskar Meister – NSDAP        | |
| Mai 1945–30.06.1946   | Anselm Otto Joel – parteilos | |
| 01.07.1946–31.05.1948 | Paul Weppler – SPD           | Franz Gutschke |
| 01.06.1948–30.04.1972 | Heinz Schulze – SPD          | Franz Gutschke (bis 30. April 1952) Otto Popp, Schwarzenbach a.d.Saale - SPD (ab 1. Mai 1952) Max Frank, Selbitz (bis 1972) Walter Baumann, Schwarzenbach a.d.Saale (bis 1972) |

Nach der Gebietsreform 1972:
| Zeitraum              | Landrat                       | Stellvertreter des Landrats                                                                         | Weiterer Stellvertreter des Landrats                                                                           |
| --------------------- | ----------------------------- | --------------------------------------------------------------------------------------------------- | --- |
| 01.05.1972–30.04.1978 | Heinz Schulze, Hof – SPD      | Ewald Zuber, Münchberg – SPD                                                                        | Edgar Pöpel, Rehau – CSU (bis 8. März 1973), Walter Baumann, Schwarzenbach a.d.Saale – CSU (ab 14. April 1975) |
| 01.05.1978–30.04.1984 | Ewald Zuber, Münchberg – SPD  | Walter Baumann, Schwarzenbach a.d.Saale – CSU                                                       | Adolf Thumser, Selbitz – ÜWG/FDP                                                                               |
| 01.05.1984–30.04.1990 | Ewald Zuber, Münchberg – SPD  | Peter Schneider, Schwarzenbach a.d.Saale – SPD                                                      | Willi Kaiser, Naila – SPD                                                                                      |
| 01.05.1990–30.04.1996 | Ewald Zuber, Münchberg – SPD  | Klaus Gruber, Feilitzsch – SPD                                                                      | Klaus Wolfrum, Helmbrechts – SPD                                                                               |
| 01.05.1996–30.04.2002 | Bernd Hering, Jägersruh – SPD | Klaus Wolfrum, Helmbrechts – SPD (bis 13. März 1999), Klaus Adelt, Selbitz – SPD (ab 13. März 1999) | Erhard Hick, Feilitzsch – ÜWG-FW                                                                               |
| 01.05.2002–30.04.2008 | Bernd Hering, Jägersruh – SPD | Klaus Adelt, Selbitz – SPD                                                                          | Hansjürgen Lommer, Naila – FW                                                                                  |
| 01.05.2008–30.04.2014 | Bernd Hering, Jägersruh – SPD | Hansjürgen Lommer, Naila – FW                                                                       | Alexander Eberl, Schwarzenbach a.d.Saale – SPD                                                                 |
| 01.05.2014–30.04.2020 | Oliver Bär, Berg – CSU        | Frank Stumpf, Naila – FW                                                                            | Hans-Peter Baumann, Schwarzenbach a.d.Saale – CSU                                                              |
| seit 01.05.2020       | Oliver Bär, Berg – CSU        | Frank Stumpf, Naila – FW                                                                            | Annika Popp, Leupoldsgrün – CSU                                                                                |

### Patenschaft
1954 übernahm der Landkreis die Patenschaft für die vertriebenen Sudetendeutschen aus dem Landkreis Asch.

### Landkreispartnerschaften
- Iławski, Polen; seit 2009
- Yeoncheon, Südkorea; seit 2013

## Wirtschaft und Infrastruktur
Im Zukunftsatlas 2016 belegte der Landkreis Hof Platz 199 von 402 Landkreisen, Kommunalverbänden und kreisfreien Städten in Deutschland und zählte damit zu den Regionen mit „ausgeglichenem Chancen-Risiko Mix“ für die Zukunft.

### Unternehmen
Der Landkreis Hof weist eine weit überdurchschnittliche Industriedichte auf (Anzahl der Beschäftigten je 1000 Einwohner). Wichtigste Branchen sind das Textilgewerbe, die Herstellung von Kunststoffwaren, das Gesundheitswesen und das Baugewerbe. Sehr viele der Beschäftigten sind in der Kfz-Zulieferindustrie tätig. Der Gewerbepark Hochfranken in Hof, der gemeinsam mit der Gemeinde Gattendorf gebildet wurde, soll die Kompetenzen in diesem Bereich ausbauen. 34 % der Industriebeschäftigten sind im Textilgewerbe tätig, 10 % im Maschinenbau, 14 % im Bekleidungsgewerbe und 12 % im Ernährungsgewerbe. Der Raum Hof mit den benachbarten Landkreisen Kulmbach und Bayreuth zählt zu den wichtigsten Textilregionen Deutschlands.

### Verkehr

#### Eisenbahn
Das Königreich Bayern richtete schon 1848 die Ludwig-Süd-Nord-Bahn über Bamberg und Kulmbach nach Hof ein und führte sie zur sächsischen Grenze weiter. Die Verbindung nach Süden wurde 1865 zunächst durch die Hof-Egerer Eisenbahn hergestellt, bis die Bayerische Staatsbahn 1877 die direkte Strecke über Marktredwitz eröffnete. Im Jahr 1887 nahmen zwei Lokalbahnen den Betrieb auf: Die Bahnstrecke Hof–Naila–Marxgrün, ab 1898 bis Bad Steben verlängert, und die Bahnstrecke Münchberg–Helmbrechts, die 1924 ihre Fortsetzung in Form der Bahnstrecke Selbitz–Helbrechts fand. Nach der Jahrhundertwende folgte 1902 die Bahnstrecke Münchberg–Zell und 1910 die Bahnstrecke Naila–Schwarzenbach. Die Preußischen Staatseisenbahnen verbanden 1901 Marxgrün durch die Höllentalbahn mit dem thüringischen Blankenstein.
Im Landkreis Hof wurden inzwischen 37 von insgesamt 129 Kilometern Personenverkehrsstrecken stillgelegt:
- 1945: Blankenstein–Lichtenberg–Marxgrün (6 km)
- 1971: Münchberg–Zell (10 km)
- 1973: Naila–Schwarzenbach am Wald (10 km)
- 1976: Selbitz–Helmbrechts (11 km)

#### Straßen
Im Landkreis verlaufen die Autobahnen A 9, A 72, A 93, sowie die Bundesstraßen B 2, B 15, B 173 und B 289.

#### Kfz-Kennzeichen
Am 1. Juli 1956 wurde dem Landkreis bei der Einführung der bis heute gültigen Kfz-Kennzeichen das Unterscheidungszeichen HO zugewiesen. Es wird durchgängig bis heute ausgegeben. Seit dem 4. August 2014 sind in Zusammenhang mit der Kennzeichenliberalisierung auch die Unterscheidungszeichen MÜB (Münchberg), NAI (Naila), REH (Rehau) und SAN (Stadtsteinach) erhältlich.

#### Luftverkehr
Der Landkreis und die Stadt Hof sind über den Verkehrslandeplatz Hof-Plauen in Hof-Pirk aus der Luft über Taxi- und Geschäftsflüge erreichbar. Der Landkreis Hof ist als Gesellschafter zu 40 % am Verkehrslandeplatz beteiligt.

### Öffentliche Einrichtungen

#### Polizei
Im Landkreis Hof gibt es je eine Polizeiinspektion in Münchberg und Naila sowie eine Wache in Rehau, die der Inspektion in Hof angegliedert ist.

#### Feuerwehr
Die gemeindlichen Einrichtung der Feuerwehren des Landkreises (Kreisbrandinspektion) sind in drei Inspektionsbereiche gegliedert, die 149 Freiwillige Feuerwehren sowie zwei Werkfeuerwehren umfassen. Der Landkreis Hof ist für die Aufstellung und Betreibung der UG-ÖEL zuständig. Des Weiteren werden auf Landkreisebene drei Löschzüge (Wasserförderung, Wassertransport und Brand) betrieben, die aus einzelnen Fahrzeugen verschiedener Feuerwehren zusammengestellt wurden. Der Kreisfeuerwehrverband Hof e. V. ist die Interessenvertretung der Feuerwehren des Landkreises Hof, in dem fast alle Feuerwehren als Mitglieder organisiert sind. Der Kreisfeuerwehrverband ist in 13 Fachbereiche gegliedert.

#### Technisches Hilfswerk
Es gibt in Naila einen Ortsverband des THW, bestehend aus einem Technischen Zug mit Zugtrupp, Bergungsgruppe, Fachgruppe Notversorgung und Notinstandsetzung und der Fachgruppe Wasserschaden/Pumpen (A).

#### Bildung
In Münchberg gibt es eine Außenstelle der Hochschule Hof. Im Landkreis befinden sich zwei Gymnasien, drei  Realschulen, 24 Grund- und Mittelschulen, 14 Fachschulen und Berufsschulen, eine Volkshochschule und weitere Bildungseinrichtungen.

#### Gesundheit
Krankenhäuser der Kliniken Hochfranken mit der Versorgungsstufe I existieren in Münchberg und Naila. Fachrichtungen sind Orthopädie und Wirbelsäulenchirurgie, Innere Medizin, Allgemein-, Viszeral- und Unfallchirurgie, Anästhesie und Intensivmedizin, Akutgeriatrie und Frührehabilitation, Gynäkologie und Geburtshilfe, Radiologie, Pflege, Physiotherapie sowie Hals-, Nasen- und Ohrenheilkunde. Die Aufgaben des Gesundheitsamtes obliegen dem Landratsamt Hof, Fachbereich 303, Gesundheitswesen.

## Schutzgebiete
Im Landkreis Hof gibt es sieben Naturschutzgebiete, 13 Landschaftsschutzgebiete, neun FFH-Gebiete und 60 ausgewiesene Geotope. (Stand August 2016)
Siehe auch:
- Liste der Naturschutzgebiete im Landkreis Hof
- Liste der Landschaftsschutzgebiete im Landkreis Hof
- Liste der FFH-Gebiete im Landkreis Hof
- Liste der Geotope im Landkreis Hof

## Sonstiges
Aus sprachwissenschaftlicher Sicht relevant ist die südöstlich des Landkreises Hof verlaufende Sprachgrenze zwischen dem ostfränkischen und dem nordbairischen Dialekt und innerhalb des Ostfränkischen zwischen dem Oberfränkischen und Vogtländischen.